# Camphin-en-Carembault
Camphin-en-Carembault é uma comuna francesa na região administrativa de Altos da França, no departamento do Norte. Estende-se por uma área de 7.39 km². Em 2010 a comuna tinha 1 704 habitantes (densidade: 230,6 hab./km²).